# Miologia

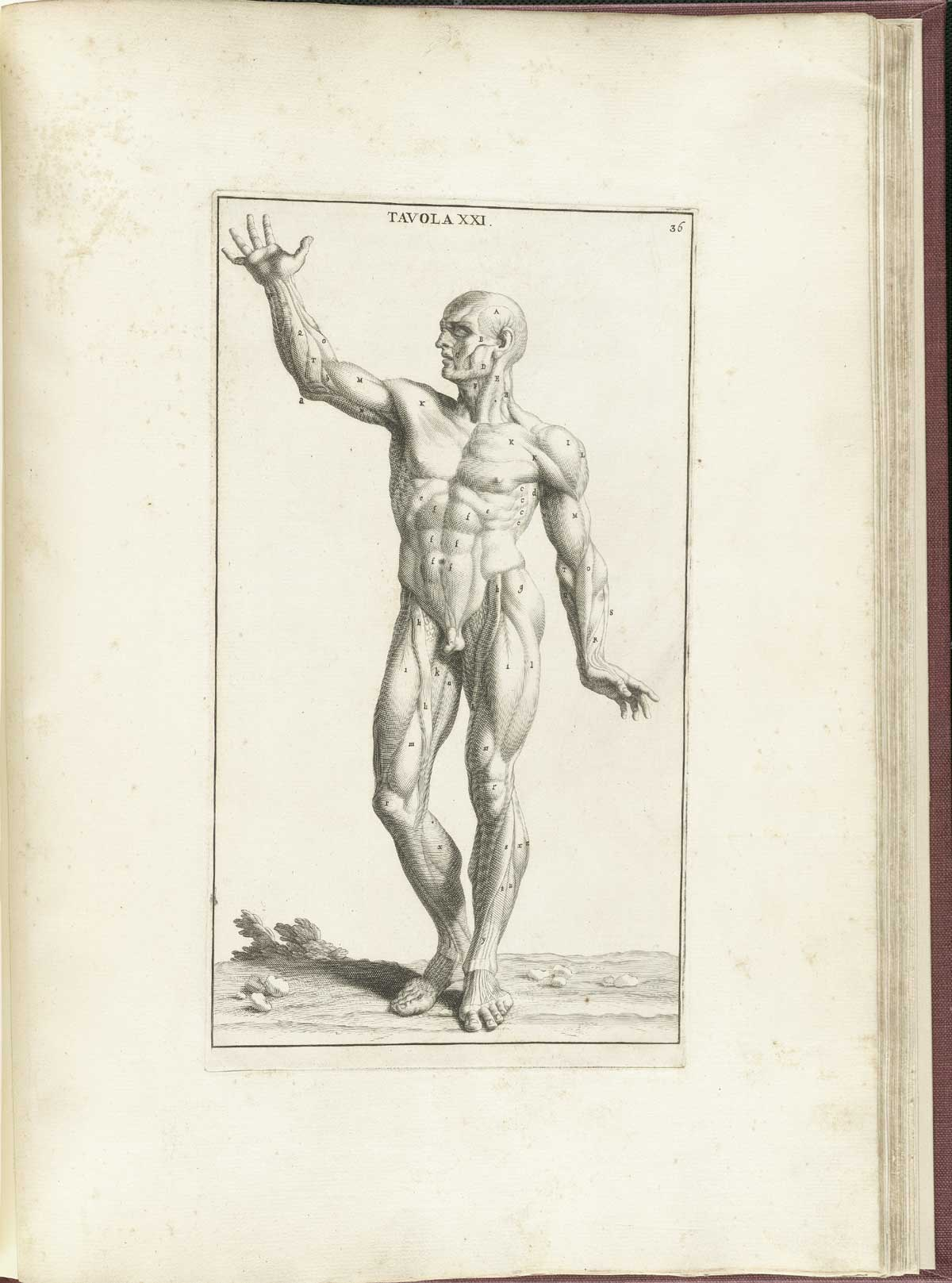
Músculos esqueléticos representados por Bernardino Genga (1620–1690)

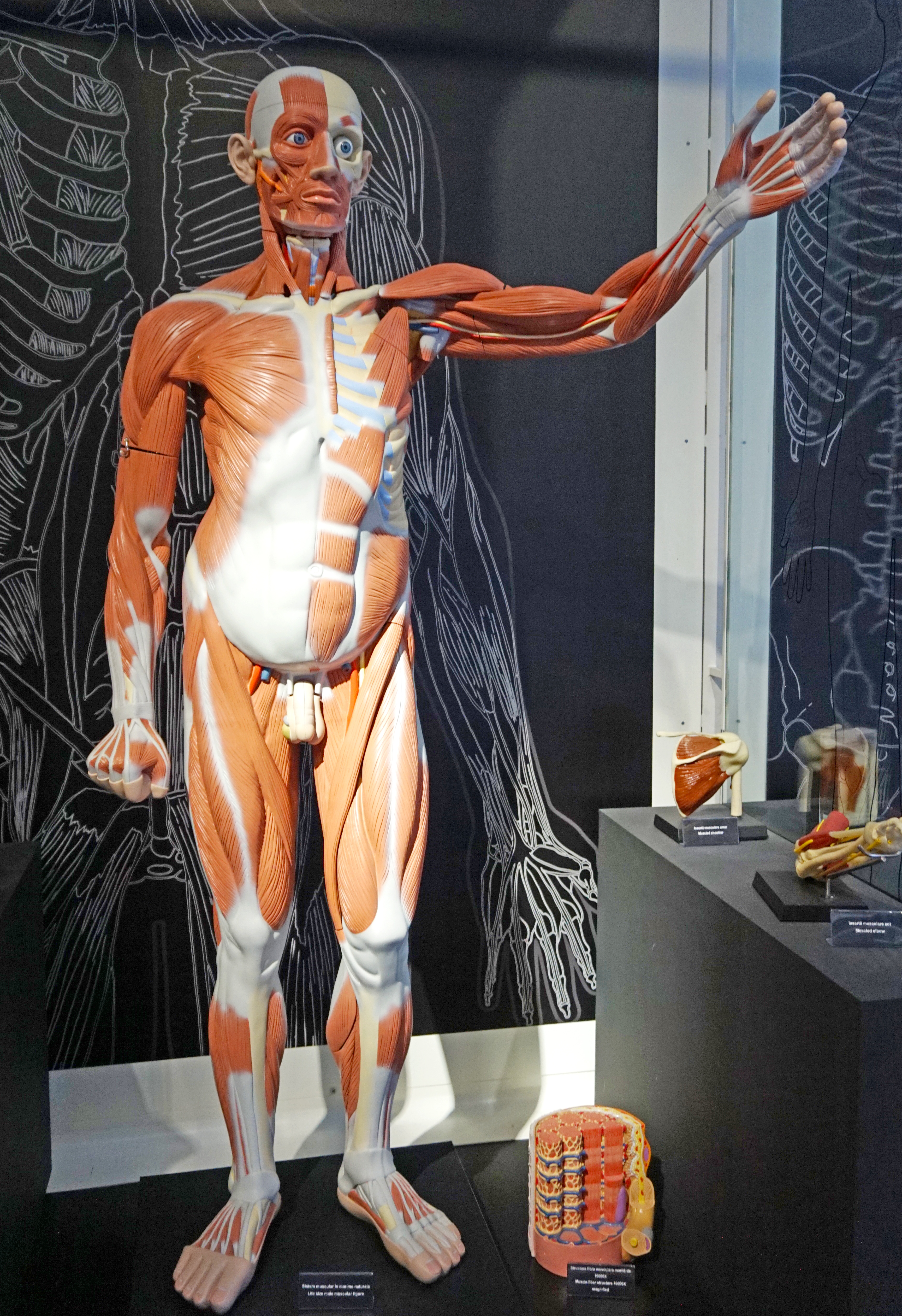
Modelo de músculos humanos

Miologia é a área da anatomia que estuda os músculos e seus anexos. O termo foi cunhado a partir dos termos gregos μυς (músculo).
De uma forma muito geral podemos definir um músculo como um órgão com propriedade contráctil, ou seja, de diminuir a sua longitude mediante um estímulo. Em miologia categorizam-se os músculos em três grandes grupos com sua função fisiológica: músculos involuntários de contracção lenta, músculos involuntários de contracção rápida e músculos voluntários de contracção rápida.
Sendo a Miologia uma disciplina da Anatomia Descritiva, debruça-se sobre os músculos nesta mesma perspectiva, sendo responsável pela sua descrição e tendo ainda criado uma série de parâmetros classificativos como: Situação ou Localização, Número, Direção, Conformação exterior, Tipo de inserção e Mecanismo de inserção.
A miologia estuda também as relações anatómicas dos músculos com outras estruturas anatómicas, a sua irrigação e a sua inervação, sobrepondo-se nestes campos a demais disciplinas da Anatomia Humana: Anatomia Topográfica, Angiologia e Neuroanatomia. É ainda pertinente para a Miologia o estudo das variações anatómicas dos músculos.

## Definir o Número de Músculos
O número total de músculos do corpo humano é, talvez surpreendentemente, um dado alvo de muita discussão e contestação. A realidade anatómica dos músculos humanos faz com estes tenham inúmeras variações. De facto, quando dissecados, os músculos apresentam ligações e entrecruzamentos com outros vizinhos que, consoante o anatomista a estuda-los, justificam ou não uma classificação conjunta. Desta forma, a miologia é uma ciência que aceita várias descrições alternativas para uma mesma estrutura. Por exemplo, o músculo longo do colo pode ser considerado como um músculo com três porções como o afirmam Paturet ou Testut ou ser um conjunto de três músculos distintos como o sugeriu Luschka. Anatomistas mais antigos apontam para números mais baixos: como Chaussier (368), Theile (346) ou Sapey (501). Hoje em dia a maioria sugere para números superiores, embora não haja consenso. O Professor Esperança Pina (Faculdade de Ciências Médicas de Lisboa) aponta para 637 músculos voluntários.

## Classificação Anátomo-fisiológica dos músculos
A maioria dos anatomistas de língua portuguesa e os demais que seguem a nomenclatura anatômica francófona adotaram uma divisão geral dos músculos do corpo humano que se baseia nas suas características anatômicas e fisiológicas.
- Músculos voluntários de contração rápida: São músculos cuja contratilidade está, em situações não patológicas, associada ao exercício da vontade consciente. Constituem no seu conjunto o sistema cativo da locomoção humana.
- Músculos involuntários de contração lenta: são exatamente músculos controlados pelo sistema nervoso autónomo e cuja contratilidade se exerce gradualmente e por períodos mais alargados de tempo, sendo o seu relaxamento também muito mais lento. São os músculos que, grosso modo, encontramos associados às vísceras, como nos sistemas digestivo e circulatório.
- Músculos involuntários de contração rápida: constituem um terceiro grupo formado por excepções ao precedente, como o miocárdio, que sendo músculos involuntários possuem contração rápida.

Outras classificações alternativas são usadas por diversos anatomistas, mas com termos equivalentes. Por exemplo, Léo Testut usava os termos músculos de la vida animal e músculos de la vida orgánica o vegetativa. Histologicamente, os músculos são classificados como músculo liso ou músculo estriado, havendo certa associação entre músculos de contração involuntária e fibras musculares lisas e músculos de contração voluntária e fibras estriadas. Contudo, a generalização desta premissa revela-se errônea, com a existência de notáveis excepções como o miocárdio. É precisamente devido a esta realidade histológica que existem músculos ditos involuntários, mas de contração rápida.

## Classificação dos músculos pela Anatomia Descriptiva

### Situação do músculo
O termo situação, por vezes substituído por localização, emprega-se, em miologia, para classificar os músculos em dois grandes grupos: músculos superficiais ou cutâneos e músculos profundos ou aponevróticos.
- Os músculos superficiais encontram-se imediatamente abaixo da pele, possuindo inserções na face profunda da derme. Basta uma das inserções musculares ser em tecido subcutâneo para que se empregue tal epíteto, embora na maioria dos casos os músculos deste tipo apresentem apenas inserções cutâneas.
- Já os músculos profundos encontram-se abaixo de bainhas aponevróticas de revestimento e daí a sua denominação alternativa de subaponevróticos. A grande maioria destes músculos apresentam inserções ósseas, constituindo, assim, parte integrante do sistema de locomoção humana. São, mais propriamente, os órgãos de locomoção activa; por oposição aos ossos, que são órgãos de locomoção passiva. Para além dos músculos esqueléticos, podemos ainda encontrar músculos subaponevróticos ligados a órgãos dos sentidos (por exemplo: o músculo grande recto superior do olho) ou associados a órgãos dos sistemas digestivo, respiratório e reprodutivo (por exemplo: o músculo constrictor médio da faringe). Estes são, na anatomia clássica, considerados como verdadeiros anexos destes sistemas, pelo que o seu estudo é uma área de abrangência sobreponível pela miologia e pelas estesiologia (estudo dos órgãos sensoriais) e esplancnologia (estudo das vísceras).

### Direção de um músculo
A grande maioria dos músculos é paralela ao eixo do corpo ou ao eixo do membro, sendo por isso chamados de rectilíneos. Conforme se inclinam mais ou menos sobre esse eixo serão descritos como oblíquos e transversos. À laia de exemplo, refiram-se os músculos do membro superior, onde encontramos músculos rectilíneos - como o bicípite braquial -, músculos oblíquos - como o redondo pronador - e músculos transversos - como o quadrado pronador.
Nos casos precedentes - músculos de direção rectilínea, oblíqua e transversa - as fibras musculares descrevem uma linha (mais ou menos) recta entre as suas duas inserções. Contudo, casos há em que um músculo segue primeiro numa direção e sofre uma mudança brusca para se continuar numa outra. Estes músculos são, então, constituídos por duas porções, cada uma com uma direção distinta, que se unem num ângulo mais ou menos acentuado e que se denominam de músculos reflexos. Exemplos de músculos reflexos são o músculo oblíquo superior do olho, os músculos flexores do pé, o músculo omo-hióideo ou o músculo obturador interno.

### Conformação exterior de um músculo
Os músculos apresentam-se numa miríade de diferentes formas que são classificadas consoante a relação entre as suas dimensões.
- Músculos longos são aqueles em que a longitude do músculo, vulgo comprimento, predomina sobre as demais. Este género de músculo é típico das membros, onde se dispõem como que em camadas. Regra geral, os mais superficiais são mais longos que os profundo, recobrindo mais do que uma articulação. Veja-se o exemplo do bicípite braquial que cobre as articulações do ombro e cotovelo, enquanto o músculo coracobraquial, que lhe é mais profundo ou posterior apenas se relaciona com a primeira.
- Músculos largos são aqueles em que há predomínio de dois diâmetros complanares, ou seja, do comprimento e da largura. Normalmente são bastante achatados e delgados. Estes músculos encotram-se, na maioria dos casos, a revestir as cavidades torácica, abdominal e pélvica. De notar que estes músculos apresentam uma elevada variadade quanto à forma: triângulares como o peitoral maior, quadriláteros como o recto maior do abdómen, rombóides como o rombóide maior, entre outros; quanto à disposição: planos como o peitoral maior, encurvados como o transverso do abdómen e, ainda, quanto aos bordos, que se podem apresentar: rectilíneos, curvos ou dentados (como o dentado anterior.
- Músculos curtos é a denominação dos músculos que apresentam uma certa harmonia entre as três dimensões. São, por norma, músculos pequenos que se destinam a movimentos de pouca extensão e muita força. Encontram-se mormente nas regiões articulares, a rodear a coluna vertebral. Quanto à forma destes órgãos, apresenta-se tão variada quanto a dos precedentes: músculos triângulares como os supracostais, quadriláteros como o quadrado crural ou acintados como os intertransversos.
- Músculos anulares ou orbiculares - que alguns autores consideram como um subtipo dos músculos curtos,[1] enquanto outros os abordam como um tipo independente[2] - são aqueles que redeiam um orifício, como o bocal ou o anal. Note-se que a entidade muscular é semi-orbiculare, formando, em conjunto com o músculo análogo, o tal músculo anular, apelidado em Anatomia e Fisiologia com esfíncter (do grego σφιγγειω, apertar). Como exemplos podemos apontar o músculo orbicular das pálpebras ou o músculo orbicular dos labios.
- Músculos mistos são aqueles que apresentam características dúbias ou ambíguas, uma vez que as definições dos tipos precedentes não são precisas. Dentro deste grupo de músculos difíceis de classificar podemos incluir os músculos infra-hióideos, os músculos motores do olho, o músculo recto maior do abdómen ou o músculo piramidal do abdómen,[1]

## Lista dos músculos humanos
Músculos do membro superior:
Deltoide inferior,
Deltoide posterior,
Deltoide medial,
Tríceps,
Bíceps braquial,
Músculos do antebraço.
Músculos do membro inferior:
Quadríceps,
Panturrilha.